# ガンジー (映画)
『ガンジー』（Gandhi）は、1982年公開のイギリス・インド・アメリカの3カ国による合作映画。リチャード・アッテンボローが監督・製作、ジョン・ブライリーが脚本、ベン・キングズレーが主演を務めている。イギリス領インド帝国を舞台に非暴力・非協力運動を展開したインド独立運動の指導者マハトマ・ガンディーの生涯を描いた伝記映画。
1982年11月から12月にかけてインド・イギリス・アメリカで公開され、歴史的な描写の正確さやキングズレーの演技、衣装デザインなどの面で高く評価され、1億2780万ドルの興行収入を記録した。第55回アカデミー賞には11部門にノミネートされ、アカデミー作品賞、アカデミー監督賞、アカデミー主演男優賞を受賞した。また、2016年8月12日にはインド独立70周年を記念して映画祭事務局と国防省が共同開催した独立記念日映画祭でオープニング上映された。
スティーヴン・ジェイ・シュナイダーの『死ぬまでに観たい映画1001本』に掲載されている。

## ストーリー
1948年の独立を勝ち取ったインド。夕刻の礼拝時に大勢のインド人がガンジーを取り囲む中、1人の男がピストルを隠したままガンジーに近づき、ガンジーが祈りを返すなか3発の銃弾が命を奪った。
1893年のイギリス領南アフリカ。列車の一等車に乗っていたイギリス領インド人の青年弁護士ガンジーは、被差別人種である有色人種であるがゆえに三等車に移るように白人の係員に指示されたものの、それを拒否したために列車から放り出されてしまう。
イギリス連邦の一員でありながら不当な差別を行う白人政府に憤ったガンジーは、有力者のカーンたちと協力して抗議活動を行い、有色人種が所有を義務付けられていた身分証を焼却して逮捕される。逮捕されたものの、無抵抗だったガンジーに対して警察が暴力を振るったことに抗議の声が挙がり、ガンジーは釈放される。
釈放後、ガンジーは人種・宗教・階級の垣根を超えたアーシュラム共同農園を作り、イギリスの人種政策に対抗する。ガンジーの元には牧師のアンドリューや記者のウォーカーが集まり、運動は拡大していく。ガンジーは南アフリカ政府が新たに制定した人種政策を拒否するための集会を開き、有色人種を不当に酷使する農場で抗議デモを実施するが、暴動を起こした罪で再び逮捕されてしまう。しかし、ガンジーの活動に注目が集まり抗議の声も高まっていたため、人種政策を制定したスマッツ将軍は政策を撤回し、ガンジーを釈放する。
釈放されたガンジーは第一次世界大戦中の1915年に故郷インドに帰国して、イギリスの植民地支配下で抑圧されていた民衆から大歓迎され、また、ジャワハルラール・ネルーらが率いるインド独立を目指す「インド国民会議」に迎え入れられる。
ガンジーは知見を広めるためインド全土を旅し、やがてイギリスの植民地政府の暴力に対抗するために「非暴力」を掲げて抵抗を開始する。イギリス植民地政府はガンジーを数度に渡り逮捕するが、その都度民衆や新聞の猛抗議を受け彼を釈放する。勢い付いた民衆は各地で集会を開き非暴力運動を呼びかけるが、イギリス軍のダイヤー将軍は集会を排除するために民衆を虐殺し、アムリットサル事件を引き起こす。
ガンジーたち国民会議のメンバーは総督と会談してイギリスからの独立を目指す考えを伝えるが、インド政府高官たちは彼らの宣言を真に受けようとはしなかった。ガンジーはウッド新総督就任を狙いインド全土でゼネストを呼びかけ、インド政府を混乱させる。ウッドは抵抗運動を弾圧し、怒り狂った民衆が暴動を起こして警官を殺害する事件が発生する。ショックを受けたガンジーは抵抗運動を止めるように訴え、断食を実施する。衰弱するガンジーを見たネルーたち国民会議のメンバーは抵抗運動の中止を指示し、ゼネストは終結した。
1930年、ガンジーは十数年振りにウォーカーと再会し、新たな抵抗運動として塩の行進を決行する。ガンジーは塩の専売権をイギリスから取り戻し、インドの独立を訴える。直後にガンジーは逮捕されるが、残された民衆は塩を作り続け、再び非暴力運動を展開していく。第二次世界大戦が勃発すると、ガンジーは反英運動を理由に逮捕され、収監先の刑務所で妻カストゥルバと死別する。戦争の終結後、戦勝国となるも日本やドイツとの戦いで疲弊した上に、大戦中に日本軍の協力を受けて活動していたインド国民軍参加者への裁判に反対するデモなどを受け、もはや植民地支配を続けることができないと悟ったイギリスはインドの独立を承認し、最後の総督としてマウントバッテンが赴任する。
国民会議のメンバーはマウントバッテンと独立に向けた交渉を始めるが、インドでは少数派であるムスリムの権利が侵されることを危惧したジンナーは、インドとは別のムスリム国家の樹立を模索する。宗教対立を望まないガンジーは、ジンナーを独立インドの初代首相としたムスリム内閣を提案するが物別れに終わり、イギリス領インドは1947年に「インド」と「パキスタン」それぞれ別の国家として独立した。
インドが分裂したことを嘆くガンジーは、それぞれの国家に取り残されたヒンドゥー教徒、ムスリムが迫害を受け、その報復として互いが殺し合う姿を見てさらに衝撃を受ける。宗教対立を止めるように訴えたものの、民衆は怒りからガンジーの言葉を聞き入れようとせず、彼を裏切者として弾劾する。ガンジーは対立を止めようと再び断食を行うが、老齢の彼は次第に衰弱していく。首相となったネルーはガンジーを助けるため奔走し、民衆もガンジーの姿を見て我に返り、暴動は鎮静化する。
インドが落ち着きを取り戻した頃、ガンジーは夕べの祈りに出かけ民衆と触れ合うが、彼を敵視するヒンドゥー原理主義者ゴードセーに射殺される。ガンジーの国葬が執り行われ、インド全土から民衆が駆け付け、各国の要人も弔意を示す中、ガンジーの遺体は火葬され、遺灰はガンジス川にまかれた。

## キャスト
| 役名                               | 俳優                     | 日本語吹き替え | 日本語吹き替え |
| 役名                               | 俳優                     | ソフト版       | フジテレビ版 |
| ---------------------------------- | ------------------------ | -------------- | --- |
| マハトマ・ガンジー                 | ベン・キングズレー       | 井上倫宏       | 寺田農 |
| カストゥルバ・ガンジー             | ロヒニ・ハッタンガディー |                | |
| ジャワハルラール・ネルー           | ロシャン・セス           | 水野龍司       | 津嘉山正種 |
| パテル                             | サイード・ジャフリー     | 楠見尚己       | 富田耕生 |
| ムハンマド・アリー・ジンナー       | アリク・パダムゼ         | 津田英三       | 小林勝彦 |
| マーガレット・バーク＝ホワイト     | キャンディス・バーゲン   | 泉裕子         | 鈴木弘子 |
| レジナルド・ダイヤー               | エドワード・フォックス   | 稲葉実         | 麦人 |
| アーウィン卿エドワード・ウッド総督 | ジョン・ギールグッド     | 大木民夫       | 中庸助 |
| ブルームフィールド判事             | トレヴァー・ハワード     | 有本欽隆       | 上田敏也 |
| フレデリック・セシジャー総督       | ジョン・ミルズ           | 浦山迅         | 石森達幸 |
| ヴィンス・ウォーカー               | マーティン・シーン       | 堀内賢雄       | 西村知道 |
| チャーリー・アンドリュー牧師       | イアン・チャールソン     |                | 小川真司 |
| コリンズ                           | リチャード・グリフィス   |                | |
| コリン                             | ダニエル・デイ＝ルイス   | 大久保利洋     | |
| 役不明又はその他                   |                          | 中博史 小形満  | 屋良有作 幸田直子 有馬瑞香 小林清志 池田勝 松村彦次郎 峰恵研 玄田哲章 村松康雄 柳沢紀男 藤本譲 伊井篤史 竹口安芸子 大滝進矢 小室正幸 |
| 日本語版スタッフ                   |                          |                | |
| 翻訳                               |                          | 高間俊子       | 宇津木道子 |
| 演出                               |                          | 安江誠         | 小林守夫 |
| 調整                               |                          |                | 丹波晴道 |
| 効果                               |                          |                | 遠藤堯雄 桜井俊哉 |
| 制作                               |                          |                | 東北新社 |
| 初回放送                           |                          | -              | 1987年2月21日 『ゴールデン洋画劇場』                                                                                                 |

## 製作
『ガンジー』はリチャード・アッテンボローが長年製作を夢見た企画だったが、過去二度に渡り製作が頓挫している。1952年にガブリエル・パスカルがインド首相ジャワハルラール・ネルーとの間にマハトマ・ガンディーの生涯を描く映画の製作契約を結んだが、製作準備が整う前にパスカルが1954年に死去したため企画が中止された。
1962年、アッテンボローはモーティラル・コタリ（ロンドンのインド高等弁務官事務所の職員で、ガンディーの信奉者だった）から「ガンディーを題材にした映画の製作について語りたい」と連絡を受けた。アッテンボローはルイス・フィッシャーの著作『ガンジー』を読んだ後にコタリの提案を受け入れ、それ以降18年間の歳月をかけて映画化の企画を練った。彼は最後のインド総督ルイス・マウントバッテンとの縁を活用してネルーや彼の娘インディラ・ガンディーと面会して企画を進めていたが、1964年にネルーが死去したため製作は中断した。アッテンボローは完成した映画をコタリ、マウントバッテン、ネルーに捧げている。
デヴィッド・リーンとサム・スピーゲルは『戦場にかける橋』の完成後にガンディーを題材にした映画の製作を企画しており、アレック・ギネスが主演を務めることが報じられていたが、『アラビアのロレンス』の製作が決まったことで企画は破棄された。アッテンボローは1960年代後半に不本意ながらリーンに『ガンジー』の企画を持ちかけており、リーンは企画を引き受けてアッテンボローにガンディー役を演じるように提案した。その後、リーンは『ライアンの娘』の製作を進めるが、その間にコタリが死去したため『ガンジー』の製作は中断した。
1976年にワーナー・ブラザースの支援を得たアッテンボローは『ガンジー』の製作を再開しようと試みたが、インド首相になっていたインディラ・ガンディーが非常事態宣言を発令したため撮影ができなくなってしまう。この事態に対し、共同プロデューサーのラーニー・ドゥーベはインディラを説得し、インド国立映画開発公社から1000万ドルの資金援助を得ることに成功した。1980年にアッテンボローは製作に必要な残りの資金の調達に成功し、同年11月26日から1981年5月10日まで撮影が行われた。一部のシーンはビハール州のコイワーリー橋で撮影されている。ガンディーの葬儀シーンでは30万人以上のエキストラを動員し、「世界で最も多くの人員を動員した映画」としてギネス世界記録に登録された。
プリプロダクションの段階ではガンディー役の候補について様々な憶測が流れたが、最終的にインド人の血を引く（父がグジャラート人）のベン・キングズレーが起用された。

## 公開
1982年11月30日にニューデリーで公開され、12月2日にはロンドンのオデオン・レスター・スクエアでロイヤルプレミア上映が行われ、ウェールズ公チャールズとウェールズ公妃ダイアナが出席した。12月8日からアメリカ合衆国で限定公開され、1983年1月から世界市場で順次公開された。
日本では同じコロンビアピクチャーズの『トッツィー』と同じ日に公開された。

## 評価

### 興行収入
北米の4劇場（ニューヨークのジーグフェルド劇場、ワシントンD.C.のアップタウン劇場、ロサンゼルスのセンチュリープラザ、トロントのヨーク劇場）では公開5日間で18万3583ドルの興行収入を記録したが、これらの劇場では上映時間の関係で1日3回しか上映できなかった。アメリカとカナダの最終興行収入は5276万7889ドルを記録し、1982年公開の映画興行成績第12位になった。
北米以外の地域では7500万ドルの興行収入を記録し、1982年公開の映画興行成績第3位になった。イギリスでは770万ポンド（インフレ調整後の金額は2230万ポンド）の興行収入を記録し、同国のインフレ調整後のインディペンデント映画歴代興行成績のトップ10入りを果たしている。インドでは10億ルピー以上の興行収入を記録し、外国映画としては歴代最高額を記録した。現在の為替レートに換算すると1490万ドルに相当し、インド国内で最も収益を上げた外国映画の一つとなっている。ボンベイとデリーでは上映に際して免税処置がとられた。
製作会社のゴールドクレスト・フィルムズは507万6000ポンドを投資して1146万1000ポンドを回収し、638万5000ポンドの収益を得た。

### 批評

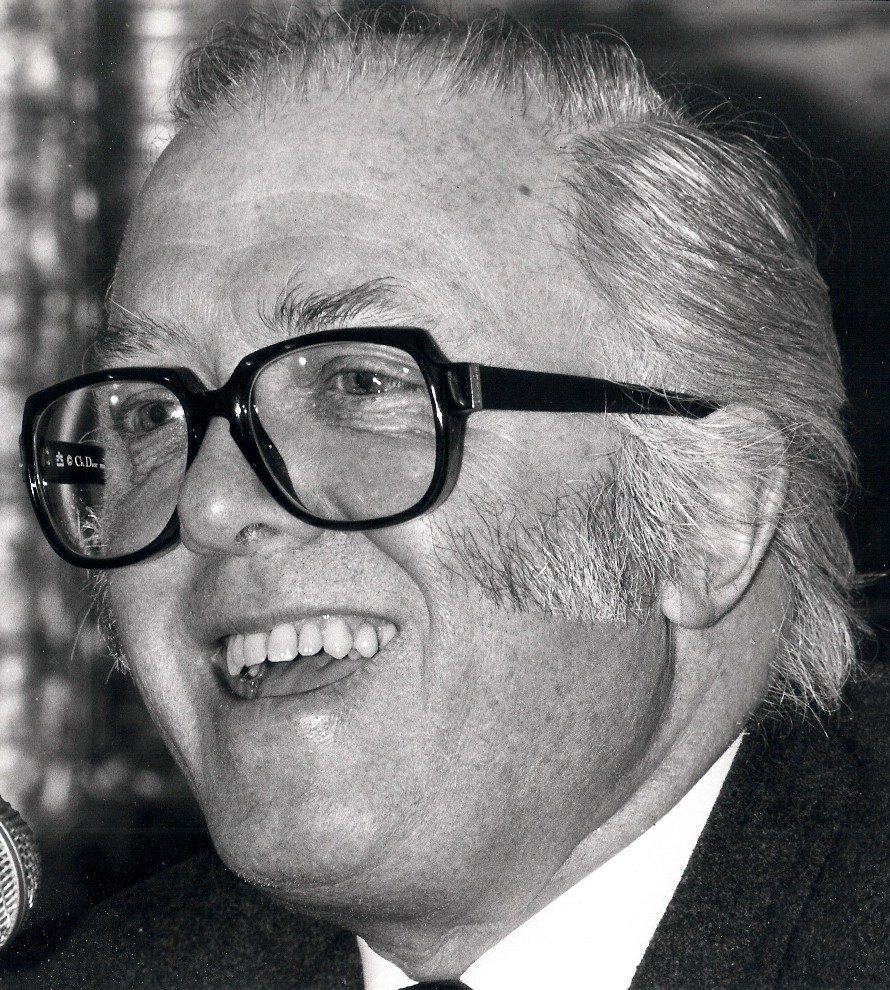
リチャード・アッテンボロー

『ガンジー』はインドだけではなく、海外でも高い評価を得ている。Rotten Tomatoesでは62件の批評が寄せられ支持率85%、平均評価8.1/10となっており、「リチャード・アッテンボロー監督は確かな手腕を発揮しているが、ベン・キングズレーの素晴らしい演技が、この長く広大な伝記映画の要になっている」と批評している。Metacriticは16件の批評に基づき79/100のスコアを与え、CinemaScoreでは「A+」評価となっている。2010年にはインディペンデント・フィルム&テレビジョン・アライアンスが「過去30年間で最も重要なインディペンデント映画30」の一つに選んでいる。
ニューズウィーク、タイム誌、ワシントン・ポスト、パブリック・ヒストリアン、クロスカレント、ジャーナル・オブ・アジアン・スタディーズ、フィルム・クォータリー、ザ・プログレッシブ、クリスティアン・センチュリーなどの雑誌で取り上げられている。リチャード・シッケルは「ガンディーの精神的な存在感を描いている……キングズレーには驚くしかない」と批評している:97。また、彼はアッテンボローの演出について「盛り上げるというよりも予測可能な型通りなハンサムさ」であるが「様式的な自己否定は人の注意を本来あるべきところに留めておくのに役立っている」と批評している:97。ロジャー・イーバートは4/4の星を与えて「素晴らしい経験」と称賛し、1983年のベスト映画第5位に選んでいる。ニューズウィークのジャック・クロールは「必ず観なければならない映画というものは非常に少ないです。サー・リチャード・アッテンボローの『ガンジー』はその数少ない映画の一つです」と称賛しており、「映画は非常に重要なテーマを扱っており……高い知性と感情的な衝撃が混在している……ベン・キングズレーは恐らく映画史上最も驚くべき伝記的な演技をしている」「物語で最も説得力に欠けるキャラクターはイギリス人聖職者やアメリカ人ジャーナリストなど、ガンディーの西欧の友人たち」と指摘しつつ、「アッテンボローの古典的なスタイルは、彼が求めるトリックや心理学的要素のない品質に合っている」と分析している。
否定的に評価した人の中で歴史家ローレンス・ジェームズは映画を「プレ・ハギオグラフィー」と呼び、人類学者アキール・グプタは「味気ない演出と誤解を招くような歴史の解釈に苦しめられる映画」と呼んでいる。小説家マカランド・パランジャペは「『ガンジー』は伝記的だが、映画という視覚的イメージそのものが”現実”を描写するという映画製作の模倣的スタイルに沿っている」と批評している。この他にパット・ブキャナン、エメット・ティレル、リチャード・グレニアーなどの右派論客から非暴力を擁護する内容について批判を浴びた。

### 受賞・ノミネート
| 映画賞                                     | 部門                             | 対象                                                                             | 結果       |
| ------------------------------------------ | -------------------------------- | -------------------------------------------------------------------------------- | ---------- |
| 第55回アカデミー賞                         | 作品賞                           | リチャード・アッテンボロー                                                       | 受賞       |
| 第55回アカデミー賞                         | 監督賞                           | リチャード・アッテンボロー                                                       | 受賞       |
| 第55回アカデミー賞                         | 主演男優賞                       | ベン・キングズレー                                                               | 受賞       |
| 第55回アカデミー賞                         | 脚本賞                           | ジョン・ブライリー                                                               | 受賞       |
| 第55回アカデミー賞                         | 美術賞                           | スチュアート・クレイグ、ロバート・W・ラング、マイケル・セアトン                  | 受賞       |
| 第55回アカデミー賞                         | 撮影賞                           | ビリー・ウィリアムズ、ロニー・テイラー                                           | 受賞       |
| 第55回アカデミー賞                         | 衣裳デザイン賞                   | ジョン・モロ、バーヌ・アタイヤ                                                   | 受賞       |
| 第55回アカデミー賞                         | 編集賞                           | ジョン・ブルーム                                                                 | 受賞       |
| 第55回アカデミー賞                         | メイクアップ&ヘアスタイリング賞  | トム・スミス                                                                     | ノミネート |
| 第55回アカデミー賞                         | 作曲賞                           | ラヴィ・シャンカル、ジョージ・フェントン                                         | ノミネート |
| 第55回アカデミー賞                         | 録音賞                           | ジェリー・ハンフリーズ、ロビン・オドナヒュー、ジョナサン・ベイツ、サイモン・ケイ | ノミネート |
| アメリカ映画編集者協会賞                   | 長編映画編集賞 (ドラマ部門)      | ジョン・ブルーム                                                                 | 受賞       |
| 第36回英国アカデミー賞                     | 作品賞                           | リチャード・アッテンボロー                                                       | 受賞       |
| 第36回英国アカデミー賞                     | 監督賞                           | リチャード・アッテンボロー                                                       | 受賞       |
| 第36回英国アカデミー賞                     | 主演男優賞                       | ベン・キングズレー                                                               | 受賞       |
| 第36回英国アカデミー賞                     | 助演男優賞                       | エドワード・フォックス                                                           | ノミネート |
| 第36回英国アカデミー賞                     | 助演男優賞                       | ロシャン・セス                                                                   | ノミネート |
| 第36回英国アカデミー賞                     | 助演女優賞                       | キャンディス・バーゲン                                                           | ノミネート |
| 第36回英国アカデミー賞                     | 助演女優賞                       | ロヒニ・ハッタンガディー                                                         | 受賞       |
| 第36回英国アカデミー賞                     | 脚本賞                           | ジョン・ブライリー                                                               | ノミネート |
| 第36回英国アカデミー賞                     | 撮影賞                           | ビリー・ウィリアムズ、ロニー・テイラー                                           | ノミネート |
| 第36回英国アカデミー賞                     | 衣装デザイン賞                   | ジョン・モロ、ブハヌ・アタイヤ                                                   | ノミネート |
| 第36回英国アカデミー賞                     | 編集賞                           | ジョン・ブルーム                                                                 | ノミネート |
| 第36回英国アカデミー賞                     | メイクアップ&ヘア賞              | トム・スミス                                                                     | ノミネート |
| 第36回英国アカデミー賞                     | プロダクションデザイン賞         | スチュアート・クレイグ                                                           | ノミネート |
| 第36回英国アカデミー賞                     | 作曲賞                           | ラヴィ・シャンカル、ジョージ・フェントン                                         | ノミネート |
| 第36回英国アカデミー賞                     | 音響賞                           | ジェリー・ハンフリーズ、ロビン・オドナヒュー、ジョナサン・ベイツ、サイモン・ケイ | ノミネート |
| 第36回英国アカデミー賞                     | 新人俳優賞                       | ベン・キングズレー                                                               | 受賞       |
| 英国撮影監督協会                           | 撮影賞                           | ビリー・ウィリアムズ、ロニー・テイラー                                           | 受賞       |
| 第28回ダヴィッド・ディ・ドナテッロ賞       | 外国映画賞                       | リチャード・アッテンボロー                                                       | 受賞       |
| 第28回ダヴィッド・ディ・ドナテッロ賞       | 外国人プロデューサー賞           | リチャード・アッテンボロー                                                       | 受賞       |
| 第28回ダヴィッド・ディ・ドナテッロ賞       | 外国脚本賞                       | ジョン・ブライリー                                                               | ノミネート |
| 第28回ダヴィッド・ディ・ドナテッロ賞       | ユーロピアン・ダヴィッド賞       | リチャード・アッテンボロー                                                       | 受賞       |
| 第35回全米監督協会賞                       | 長編映画監督賞                   | リチャード・アッテンボロー                                                       | 受賞       |
| イブニング・スタンダード英国映画賞         | 主演男優賞                       | ベン・キングズレー                                                               | 受賞       |
| 第40回ゴールデングローブ賞                 | 外国語映画賞                     | ガンジー                                                                         | 受賞       |
| 第40回ゴールデングローブ賞                 | 主演男優賞 (ドラマ部門)          | ベン・キングズレー                                                               | 受賞       |
| 第40回ゴールデングローブ賞                 | 監督賞                           | リチャード・アッテンボロー                                                       | 受賞       |
| 第40回ゴールデングローブ賞                 | 脚本賞                           | ジョン・ブライリー                                                               | 受賞       |
| 第40回ゴールデングローブ賞                 | 新人俳優賞                       | ベン・キングズレー                                                               | 受賞       |
| 第26回グラミー賞                           | 映画・テレビサウンドトラック部門 | ラヴィ・シャンカル、ジョージ・フェントン                                         | ノミネート |
| 第7回日本アカデミー賞                      | 外国作品賞                       | ガンジー                                                                         | ノミネート |
| カンザスシティ映画批評家協会賞             | 主演男優賞                       | ベン・キングズレー                                                               | 受賞       |
| ロンドン映画批評家協会賞                   | 主演男優賞                       | ベン・キングズレー                                                               | 受賞       |
| 第8回ロサンゼルス映画批評家協会賞          | 作品賞                           | ガンジー                                                                         | 次点       |
| 第8回ロサンゼルス映画批評家協会賞          | 監督賞                           | リチャード・アッテンボロー                                                       | 次点       |
| 第8回ロサンゼルス映画批評家協会賞          | 主演男優賞                       | ベン・キングズレー                                                               | 受賞       |
| 第54回ナショナル・ボード・オブ・レビュー賞 | 作品賞                           | ガンジー                                                                         | 受賞       |
| 第54回ナショナル・ボード・オブ・レビュー賞 | トップ10映画賞                   | ガンジー                                                                         | 受賞       |
| 第54回ナショナル・ボード・オブ・レビュー賞 | 男優賞                           | ベン・キングズレー                                                               | 受賞       |
| 第17回全米映画批評家協会賞                 | 主演男優賞                       | ベン・キングズレー                                                               | 次点       |
| 第48回ニューヨーク映画批評家協会賞         | 作品賞                           | ガンジー                                                                         | 受賞       |
| 第48回ニューヨーク映画批評家協会賞         | 主演男優賞                       | ベン・キングズレー                                                               | 受賞       |